# Ready-made
Pour les articles homonymes, voir Readymade.

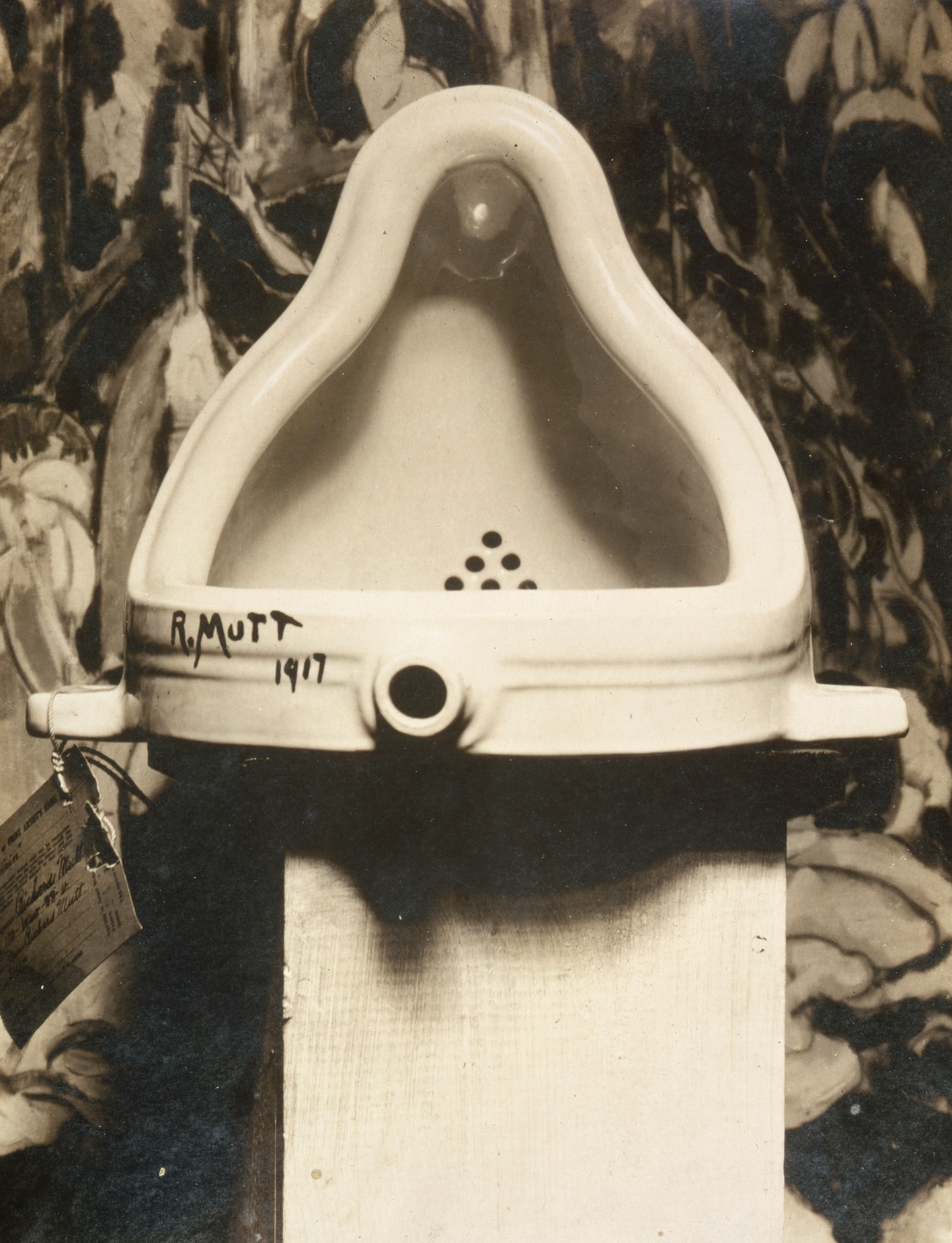
Marcel Duchamp, Fontaine, 1917. Photographié par Alfred Stieglitz.

Un ready-made, dans l'histoire de l'art, se réfère à une expérience spécifique initiée par Marcel Duchamp où un artiste s'approprie un objet manufacturé tel quel, en le privant de sa fonction utilitaire. Il lui ajoute un titre, une date, éventuellement une inscription et opère sur lui une manipulation en général sommaire (ready-made assisté : retournement, suspension, fixation au sol ou au mur, etc.), avant de le présenter dans un lieu culturel où le statut d'œuvre d'art lui est alors conféré.  
Deux exemples sont La Roue de bicyclette de Marcel Duchamp où s'associent assemblage et plaisir de la roue qui tourne (deux caractères contraires à l'expérience du ready-made ; voir La question du choix ci-dessous) et La Tête de taureau de Pablo Picasso qui relève de la sculpture par assemblage.
Dans le domaine de l'art, le terme anglais ready-made fut utilisé pour la première fois par Marcel Duchamp, en janvier 1916. « La Boîte verte » de Marcel Duchamp dont les documents sont datés de 1913-1915 contient une note mentionnant le ready-made, lors de son premier séjour à New York, pour désigner certaines de ses œuvres, réalisées depuis 1913. Cette année-là, Duchamp fixa sur un tabouret de cuisine une Roue de bicyclette, en même temps que, dans ses notes, il exprimait ses doutes envers l'exercice de l'art au sens habituel du terme (« Peut-on faire des œuvres qui ne soient pas d'art ? »). 
En 1914, à Paris, Duchamp avait acheté un porte-bouteilles qu'il se contenta de signer. Cet objet est généralement considéré comme le premier véritable ready-made (Roue de bicyclette étant plutôt un assemblage). 
Les ready-mades soulèvent de très nombreuses questions. Par exemple, parce qu'ils n'ont pas été réalisés par l'artiste, ils rendent problématiques un certain nombre de concepts, voire de certitudes, concernant la définition de l'art et le rôle de l'artiste, et plus spécifiquement les notions d'original, de savoir-faire, de virtuosité et d'œuvre. 
À partir de la fin des années 1950, certaines implications et interprétations des ready-mades ont donné une impulsion décisive à une grande partie des pratiques artistiques actuelles, qu'elles s'en réclament (comme l'art conceptuel) ou, au contraire, pour s'en défendre.
L'idée du ready-made est la principale contribution de Marcel Duchamp à l'art du XXe siècle. Il en était d'ailleurs conscient, déclarant dans un entretien en 1962 : « Je ne suis pas du tout sûr que le concept de ready-made ne soit pas vraiment l'idée la plus importante qui ressorte de mon œuvre. »

## Définition
Marcel Duchamp a insisté sur l'impossibilité pour lui de donner une définition du ready-made. On peut trouver, dans un entretien de 1961, cette déclaration : « Un ready-made est une œuvre sans artiste pour la réaliser. »
En 1938, dans son Dictionnaire abrégé du Surréalisme, André Breton fut le premier à donner une définition du ready-made : « Objet usuel promu à la dignité d'objet d'art par le simple choix de l'artiste ». Dans un texte ultérieur, Crise de l'objet (1936), il le définit ainsi : « Action de le (l'objet) détourner de ses fins en lui accolant un nouveau nom et en le signant, qui entraîne la requalification par le choix ("ready made" de Marcel Duchamp) ».
Marcel Duchamp (puis Arturo Schwarz) ont défini plusieurs sortes de ready-mades : ready-mades « aidés » (« par l'ajout d'un détail graphique de présentation »), ready-mades « assistés », ready-mades « rectifiés » et même un ready-made « réciproque » : « Se servir d'un Rembrandt comme table à repasser. »

## Historique

### Antécédents

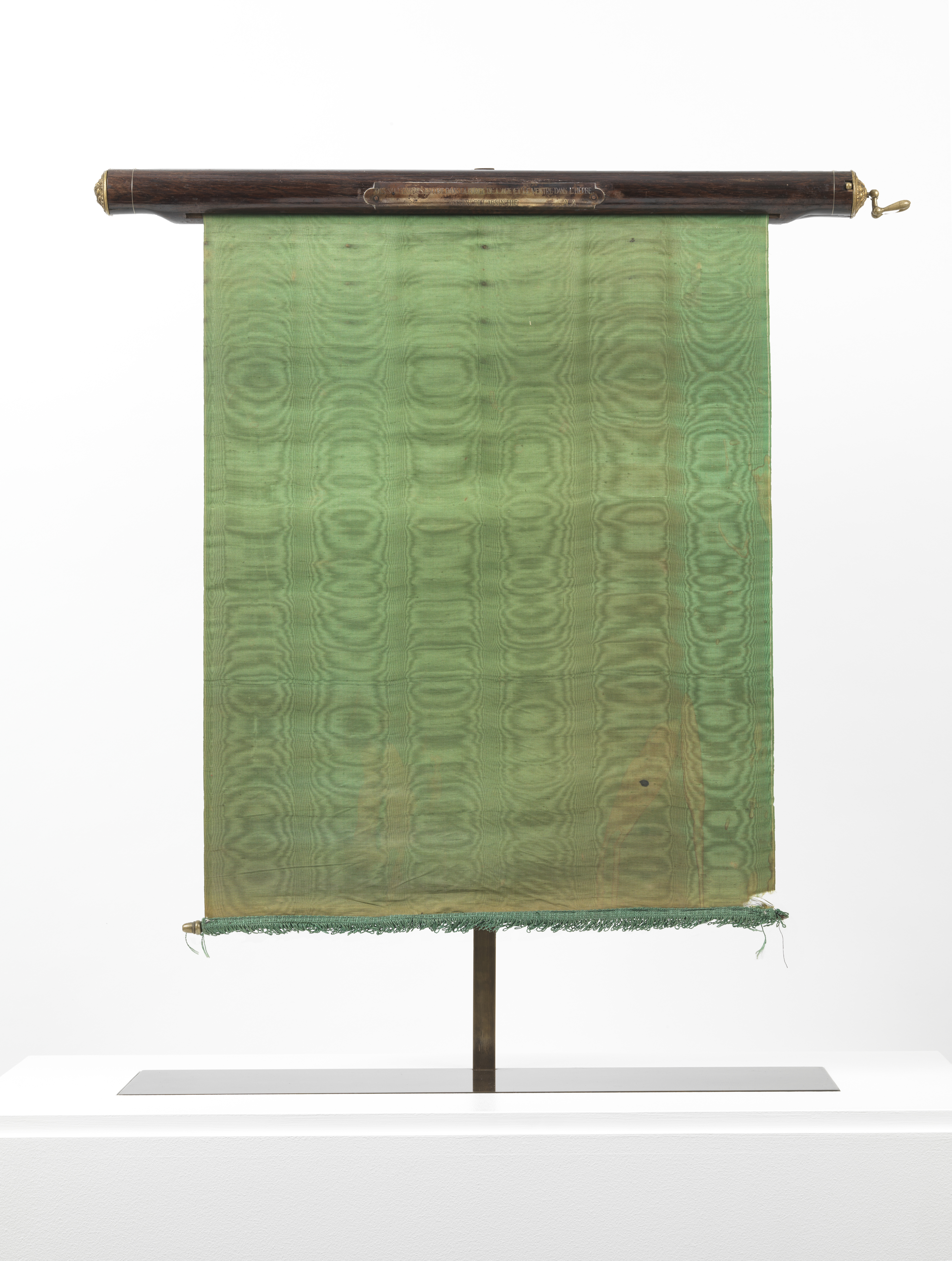
Alphonse Allais, Des souteneurs encore dans la force de l'âge et le ventre dans l'herbe boivent de l'absinthe, rideau de fiacre, avant 1897.

Bien que Marcel Duchamp n'ait, à notre connaissance, jamais reconnu aucun antécédent aux ready-mades, la plupart des historiens de l'art évoquent le précédent immédiat des collages cubistes. Celui qui est considéré comme le premier, Nature morte à la chaise cannée, de Pablo Picasso, date de mai 1912, quelques mois seulement avant la réalisation de Roue de bicyclette. Duchamp, qui fréquentait l'avant-garde artistique parisienne, put sans doute en avoir connaissance rapidement.
À ce propos, on peut également citer un objet peu connu (il n'est même pas répertorié dans le catalogue raisonné d'Arturo Schwarz), qui a pu servir de source interne, bien que son statut reste énigmatique. En 1910, Duchamp offrit à son ami allemand Max Bergmann un bilboquet en bois, sur la boule duquel il inscrivit ces mots : « Bilboquet / Souvenir de Paris / À mon ami M. Bergmann / Duchamp printemps 1910 ». Cet objet appartient à une collection privée en Allemagne. Le bilboquet montre les limites de la définition de Breton, s'agissant ici de faire cadeau d'un objet à un ami en y laissant une trace écrite, une dédicace.
En 2018, une malle contenant des œuvres incohérentes remontant aux années 1880, soit 30 ans avant La roue de bicyclette, a été découverte près de Paris par l'expert Johann Naldi. Outre le fameux monochrome de Paul Bilhaud Combat de nègres pendant la nuit, a été découverte une autre œuvre d'une valeur unique : un ready-made par Alphonse Allais, à partir d'un rideau de fiacre vert suspendu à un cylindre en bois, avec pour légende : « Des souteneurs encore dans la force de l'âge et le ventre dans l'herbe boivent de l'absinthe ». Cette oeuvre a été classée trésor national par le ministère français de la culture en mai 2021.

### Liste des ready-mades de Marcel Duchamp
Sont répertoriés ici les premiers ready-mades de Duchamp, tous réalisés entre 1913 et 1924.
- 1913 : Roue de bicyclette : Assemblage composé d'une roue de bicyclette noire rivée sur un tabouret en bois blanc, lequel joue le rôle du socle dans la sculpture traditionnelle. L'ensemble mesure 130 cm de hauteur. L'original, que Duchamp avait laissé à Paris, a disparu après son départ à New York en juin 1915.
- 1913-1914 : Trois stoppages étalons : Trois fils longs d'un mètre, fixés sur des bandes de toile collées sur verre. L'original appartient au MoMA de New York. Réplique réalisée sous la direction de Duchamp en 1964 par la Galerie Schwarz à Milan. Duchamp en fait ce commentaire : « Les trois étroites bandes (…) doivent être regardées horizontalement et non verticalement parce que chaque bande propose une ligne courbe faite d'un fil à coudre d'un mètre de long, après qu'il a été lâché d'une hauteur de un mètre, sans que la distorsion du fil pendant la chute soit déterminée. La forme ainsi obtenue fut fixée sur la toile au moyen de gouttes de vernis… Trois règles… reproduisent les trois formes différentes obtenues par la chute du fil et peuvent être utilisées pour tracer au crayon ces lignes sur papier. Cette expérience fut faite pour emprisonner et conserver des formes obtenues par le hasard, par mon hasard. Du même coup, l'unité de longueur: un mètre, était changée d'une ligne droite en une ligne courbe sans perdre effectivement son identité en tant que mètre, mais en jetant néanmoins un doute pataphysique sur le concept selon lequel la droite est le plus court chemin d'un point à un autre »[16].
- 1914 (janvier) : Pharmacie : reproduction d'une gouache représentant un ruisseau et quelques arbres, sur laquelle Duchamp a ajouté deux taches de couleurs.
- 1914 : Porte-bouteilles : fer galvanisé, environ 64 × 42 cm. L'original, acquis au BHV et que Duchamp avait laissé à Paris, a disparu après son départ à New York en juin 1915.
- 1915 : In Advance of the Broken Arm (« En avance du bras cassé ») : pelle à neige achetée dans une quincaillerie de New York.
- 1916 : Peigne : sur un peigne en acier, Duchamp a inscrit le lieu, la date et l'heure auxquels il a choisi ce ready-made : « New York, 17 février 1916, 11h00 ». Sur la tranche du peigne, il a inscrit, à la peinture blanche, cette phrase : « 3 ou 4 gouttes de hauteur n'ont rien à voir avec la sauvagerie ».
- 1916 : À bruit secret : pelote de ficelle serrée entre deux plaques de laiton[17], elles-mêmes jointes par quatre vis. Sur les deux plaques, est gravé un texte (avec des lettres manquantes signalées par un point), mélange de mots français et anglais, dont Michel Sanouillet écrit qu'ils constituent un « exercice orthographique sans signification particulière »[18]. Sur la face supérieure, on lit ces trois lignes : .IR. CAR.É LONGSEA / F.NE, HEA., .O.SQUE / .TE.U S.ARP BAR.AIN et sur la face inférieure : P.G .ECIDES DEBARRASSE. / LE. D.SERT. F.URNIS.ENT / AS HOW.V.R COR.ESPONDS. Par ailleurs, Walter Arensberg a placé un objet inconnu à l'intérieur de la pelote, d'où le titre[17]. L' œuvre marque une rupture avec le « fait à la main » et avec la picturalité[17].
- 1916 : … Pliant… de voyage : housse de machine à écrire de la marque « Underwood »[19]. Choisi à New York, l'original a été perdu.
- 1916-1917 : Apolinère Enameled : publicité pour les peintures Sapolin Enamel, tôle peinte, 24 × 34 cm. Duchamp détourne une réclame vantant la peinture à l'émail Sapolin en recouvrant de peinture certaines lettres de son slogan pour leur substituer d'autres caractères. "Sapolin" devient Apolinère (référence à Guillaume Apollinaire. Puis, à l'aide d'un crayon, Duchamp dessine le reflet de la chevelure de la petite fille dans le miroir qui surplombe la commode. En bas à droite, Duchamp transforma le texte initial « Manufactured by / Gerstendorfer, New York, USA » en un message absurde : « ANY ACT RED BY / HER TEN OR EPERGNE, NEW YORK, USA ».
- 1917 : Fontaine : Duchamp est membre fondateur de la Society for Independent Artists, association new-yorkaise équivalente du Salon des indépendants de Paris. Voulant tester l'ouverture d'esprit du comité chargé de sélectionner les œuvres, il présente anonymement un urinoir en porcelaine qu'il baptise Fontaine et signe sous le pseudonyme « R. Mutt ». L'objet déclenche une polémique  et, finalement, n'est pas exposé. Duchamp prend alors sa défense dans la revue The Blind man, dont il est cofondateur.
- 1917 : Porte-chapeau : porte-chapeaux présenté suspendu dans l'air par une de ses branches.
- 1917 : Trébuchet : portemanteau à quatre têtes fixé au sol.
- 1919 : Readymade malheureux : cadeau de mariage pour sa sœur Suzanne. Il s'agit d'un précis de géométrie destiné à être attaché au balcon, en extérieur, le vent et la pluie le détruisant peu à peu.
- 1919 : L.H.O.O.Q. : de retour à Paris, Duchamp détourne une reproduction de La Joconde, en ajoutant au personnage des moustaches et un bouc puis, sous l'image et en majuscules, les lettres qui font le titre.
- 1920 : Air de Paris : Duchamp séjourne à Paris à la fin de l'année. À son retour à New York, il offre une ampoule pharmaceutique de 50 cm3 à ses amis collectionneurs américains, Louise et Walter Arensberg.
- 1920 : Fresh Widow : réplique miniature (77 × 45 cm) d’une fenêtre « à la française », réalisée à New York. Les montants sont construits par un menuisier, puis peints en vert clair. À la place des vitres, Duchamp appose des morceaux de cuir noir. La fenêtre est placée sur une tablette en bois sur laquelle on peut lire l’inscription : « Fresh Widow Copyright Rose Selavy, 1920 ». À l'expression « french window », qui signifie « fenêtre à la française », Duchamp a retiré les deux « n » ; le titre signifie donc « Veuve impudente ».
- 1921 : Why Not Sneeze Rose Sélavy? (« Pourquoi ne pas éternuer ? ») : cage à oiseaux en métal peint, 151 cubes de marbre, un thermomètre et un os de seiche, deux petits récipients ronds en céramique blanche. Réalisé à New York, cet assemblage est une œuvre de commande de Katherine Dreier, mécène de Duchamp, qui la vendra en 1937 à Walter Arensberg, un autre mécène de l'artiste.
- 1921 : Belle haleine. Eau de voilette : boîte ovale en carton de couleur violette, bouteille de parfum en verre. La boîte porte l'inscription « Rrose Sélavy 1921 ».
- 1921 : La Bagarre d'Austerlitz : maquette de fenêtre avec de vraies vitres portant la marque du vitrier, jeu de mots sur la gare d'Austerlitz et la bataille du même nom[20].
- 1923 : Wanted : deux photographies du visage de Marcel Duchamp (de profil à gauche et de face à droite) collées au-dessus d'un texte en anglais sur une affiche imprimée, imitant un avis de recherche[21].

Par la suite, Marcel Duchamp réalisa occasionnellement d'autres ready-mades.
Certains ready-mades sont restés à l'état de projet. Ainsi, en janvier 1916, à New York, Duchamp eut l'idée de transformer le Woolworth Building en ready-made, comme l'indique une de ses Notes : Trouver inscription pour Woolworth Building/comme ready-made. Cette inscription n'ayant jamais été trouvée, le projet en resta là. Dans les notes de La Boîte de 1914, Duchamp évoque la possibilité de faire un Readymade malade et d’acheter une pince à glace comme Readymade.
Le tableau Tu m’, peint au printemps 1918 à New York, peu avant le départ de Duchamp à Buenos Aires, inclut des objets : un goupillon à bouteilles dirigé vers le spectateur, trois épingles de sûreté et un écrou. Il reproduit aussi, en ombres chinoises, plusieurs readymades, notamment une partie de Roue de bicyclette, Porte-chapeaux et un tire-bouchon. Le titre a pu s'interpréter comme une inversion de « Mutt », pseudonyme utilisé pour signer Fountain. Le tableau a été légué par Katherine Dreier à Yale University Art Gallery, New Haven.

## Répliques et éditions
La plupart des ready-mades originels ayant disparu très rapidement, ils ont fait l'objet de répliques ou d'éditions ultérieures. À ce sujet, Duchamp écrit : « Un autre aspect du ready-made est qu'il n'a rien d'unique… La réplique d'un ready-made transmet le même message ».
Des ready-mades originels cités plus haut, seuls subsistent :
- Trois stoppages étalons (MoMA, New York)
- Pharmacie (Collection particulière)
- Peigne (The Philadelphia Museum of Art, Louise and Walter Arensberg Collection)
- A bruit secret (The Philadelphia Museum of Art, Louise and Walter Arensberg Collection)
- Apolinère Enameled (The Philadelphia Museum of Art, Louise and Walter Arensberg Collection)
- L.H.O.O.Q. (Collection particulière)
- Air de Paris (The Philadelphia Museum of Art, Louise and Walter Arensberg Collection)
- Fresh Widow (MoMA, New York)
- Why Not Sneeze Rose Sélavy ? (The Philadelphia Museum of Art, Louise and Walter Arensberg Collection)
- Belle haleine. Eau de voilette (Collection particulière)

### Répliques
Certains ready-mades ont fait l'objet de répliques (aussi appelées « versions »), en général à l'occasion d'expositions. Citons notamment :
- Roue de bicyclette. Une première réplique a été exécutée par Duchamp à New York en 1916. On la voit sur des photographies prises dans l'atelier de l'artiste. Cette première réplique a disparu. Une deuxième réplique date de 1951. Elle fut réalisée par le galeriste new-yorkais Sidney Janis pour une exposition autour de Dada qu'il organisait dans sa galerie[26]. Elle comporte l'inscription (à l'huile de couleur verte, sur la roue) : « Marcel Duchamp 1913 / 1959 (sic) ». Cette réplique est aujourd'hui dans la collection du MoMA à New York. Une troisième réplique fut réalisée par Ulf Linde, à Stockholm, vers 1960. Elle comporte l'inscription : « pour copie conforme Marcel Duchamp, Stockholm 1961 »[27]. Cette réplique est aujourd'hui dans la collection du Moderna Museet, Stockholm. Enfin, en 1963, l'artiste britannique Richard Hamilton réalisa une quatrième réplique, laquelle a disparu lors d'un transport en 1993. Elle comportait l'inscription : « pour copie conforme Marcel Duchamp 1963 »[27].
- Porte-bouteilles. Duchamp a exécuté une réplique en 1921, pour remplacer l'original, disparu de son atelier parisien sans doute dès 1915. Cette réplique, réalisée pour Suzanne, la sœur de Duchamp, comporte l'inscription : « Marcel Duchamp / Antique certifié »[28]. Elle est aujourd'hui dans une collection particulière. Une seconde réplique fut réalisée en 1936 pour figurer dans l'« Exposition surréaliste d'objets », à la galerie Charles Ratton, Paris, mars 1936. Photographiée par Man Ray, elle a disparu[29]. En 1960, Robert Rauschenberg acheta un porte-bouteilles à New York, que Duchamp signa et certifia : « Impossible de me rappeler la phrase originale / M.D. Marcel Duchamp / 1960 »[30]. Cette réplique est aujourd'hui la propriété de la succession de Rauschenberg. Une quatrième réplique, datant de 1961, fut achetée par l'artiste pour son épouse Alexina « Teeny » Duchamp. Elle est conservée au Philadelphia Museum of Art[30]. Une cinquième réplique fut choisie par Ulf Linde pour une exposition à Stockholm en 1963. Elle comporte l'inscription : « pour copie conforme Marcel Duchamp, Stockholm 1964 »[30]. Elle est conservée par le Moderna Museet. Enfin, il existe une sixième réplique, datant de 1963, un porte-bouteilles acheté par Irving Blum lors de la rétrospective de Marcel Duchamp à Pasadena, que Duchamp signa : « pour copie conforme 1963-1964 Marcel Duchamp »[30]. Elle est conservée au Norton Simon Museum de Pasadena, Californie.
- Fontaine. La première réplique fut un urinoir choisi, en 1950, par le galeriste new-yorkais Sidney Janis dans un marché aux Puces de Paris[31] pour une exposition autour de Dada qu'il organisait dans sa galerie[32]. Elle est conservée au Philadelphia Museum of Art. En 1963, Ulf Linde, à Stockholm, également pour les besoins d'une exposition[33], choisit un urinoir dans les toilettes pour hommes d'un restaurant de la ville, que Duchamp certifia conforme. Cette réplique est conservée au Moderna Museet de Stockholm.

Par ailleurs, dans les années 1930 à Paris, Duchamp réalisa trois répliques miniatures de Fontaine, Air de Paris et … Pliant… de voyage, destinées à l'édition de La boîte-en-valise.
D'autres répliques, réalisées par des tiers pour des expositions dans les années 1950 et 1960, furent détruites à l'issue de ces expositions.

### Éditions
En 1964, avec l'accord et sous la supervision de Marcel Duchamp, le galeriste et éditeur milanais Arturo Schwarz réalisa une édition de treize ready-mades de Duchamp. Ces objets ne sont pas des ready-mades au sens strict du terme, puisqu'ils ont été fabriqués par des artisans à partir de photographies des originaux, malgré quelques légères différences, sans aucun doute voulues par Duchamp qui apporta le plus grand soin à ces éditions. Chaque objet est édité à huit exemplaires, numérotés de 1/8 à 8/8 ; deux exemplaires d'artiste (le premier pour Duchamp, appelé exemplaire « Rrose » et le second pour Schwarz, appelé exemplaire « Arturo ») et deux exemplaires d'exposition, hors édition. Tous les objets comportent une plaque de cuivre comportant le titre, l'année, le numéro de l'exemplaire et la signature de Duchamp. 
Il s'agit des ready-mades suivants : Roue de bicyclette, 3 Stoppages-étalon, Porte-bouteilles, In Advance of the Broken Arm, Peigne, À bruit secret, Pliant de voyage, Fontaine, Trébuchet, Porte-chapeaux, Air de Paris, Fresh Widow, Why not Sneeze Rrose Sélavy ?. 
Le Musée national d'art moderne, au Centre Georges Pompidou, possède l'intégralité des treize exemplaires d'artiste (exemplaires signés « Rrose ») de cette édition Schwarz.

## Intentions et interprétations

### «Anti-art» ou «archi-art»?
Dès leur apparition, même si brève, les ready-mades ont posé de redoutables problèmes d'interprétation. Si l'on résume Camfield, on peut affirmer que les rares mentions des ready-mades, dans les années 1920 et 1930, se divisèrent entre deux visions contradictoires. Les uns faisaient de Marcel Duchamp un « anti-artiste », dans la lignée de Dada, mais qui s'inscrivait aussi dans la défiance d'une grande part de l'avant-garde, dès les années 1910, envers les formes proprement artistiques, regardées comme moins belles et parfaites que les formes industrielles. Tandis que d'autres le considéraient comme un « archi-artiste », qui pouvait transformer par son seul choix n'importe quel objet en œuvre d'art. C'était là, notamment, la vision d'André Breton, typique du Surréalisme. Jusqu'aux années 1950, cette alternative entre « anti-art » destructeur, voire nihiliste et « archi-art », par lequel s'affirme la toute-puissance de l'artiste magicien, a dominé les débats (sans oublier qu'on débattait très peu des ready-mades, à cette époque). Il va sans dire qu'on a pu les considérer comme relevant à la fois de l'anti-art et de l'archi-art.
Marcel Duchamp a souvent protesté contre l'appellation d'« anti-art » pour définir les ready-mades, préférant se définir lui-même comme « anartiste ». Malgré cela, certaines contradictions dans ses déclarations (parfois dans le même entretien, à quelques lignes de distance) peuvent semer le trouble. Il faut, pour résoudre la contradiction, ne pas oublier que Duchamp déclarait vouloir détruire l'art pour lui-même et pas pour les autres, mais cette résolution reste fragile.
Depuis les années 1960, les études critiques et historiques consacrées aux ready-mades de Duchamp ont été nombreuses. Cette multiplicité d'interprétations, William Camfield, à la fin de son étude sur Fountain, le résume plaisamment : « À ce point, nous avons frayé notre chemin à travers les interprètes de Fountain, lesquels tremblent devant la magie de cet objet en forme de fétiche ; le dédaignent comme du mauvais art ; caressent ses formes sensuelles ; le rejettent comme de l'anti-art ; le voient comme une révélation de connaissance occulte ; proclament qu'il est un manifeste politique ; le saluent comme une ingénieuse révélation de l'art comme philosophie et trouvent en lui un débordement de rapports à n-dimensions. »
Devant ces difficultés et cette abondance, autant laisser la parole à Duchamp, qui s'est abondamment exprimé, dans les dernières années de sa vie, à propos de ses ready-mades et de ses intentions.
On peut d'abord rappeler que, dès 1911, Marcel Duchamp s'intéressa à la représentation picturale d'objets. La petite toile Moulin à café (1911. Londres, Tate Modern) est un exemple ancien de cet intérêt. Les deux versions de La Broyeuse de chocolat (1913, 1914) en sont d'autres. À cette époque, Duchamp avait déjà commencé son travail sur le Grand Verre (sur lequel on trouve, d'ailleurs, une « réplique » de la Broyeuse). Pour cette grande œuvre, il multiplia les dessins géométriques. À ce propos, à Sweeney qui lui demande comment il a pu échapper au bon et au mauvais goût, Duchamp répond : « Par l'emploi des techniques mécaniques. Un dessin mécanique ne sous-entend aucun goût ». À cette époque, à partir de 1912, Duchamp relie donc son attirance pour l'exactitude et la précision à sa volonté d'échapper au « goût », bon ou mauvais, qu'il perçoit comme une « habitude ».
À partir de 1913, la tonalité change, aussi bien dans ses Notes contemporaines que dans certaines de ses déclarations ultérieures. Dans ses Notes, comme nous l'avons vu dans l'introduction ci-dessus, Duchamp insiste sur sa défiance envers l'exercice de l'art et sur sa répugnance à produire des « œuvres d'art ». Plus tard, il y ajoute une indifférence calculée. En 1966, deux ans avant sa mort, voici, par exemple, ce que dit Duchamp à propos de Roue de bicyclette : « La Roue de Bicyclette est mon premier readymade, à tel point que ça ne s'appelait même pas un readymade. Voir cette roue tourner était apaisant et réconfortant, c'était une ouverture sur autre chose que la vie quotidienne. J'aimais l'idée d'avoir une roue de bicyclette dans mon atelier. J'aimais la regarder comme j'aime regarder le mouvement d'un feu de cheminée. (…) C'était une fantaisie. Je ne l'appelais pas une « œuvre d'art ». Je voulais en finir avec l'envie de créer des œuvres d'art. »

### La relation au langage
Une part importante des ready-mades concerne la relation au langage. À propos des inscriptions accompagnant certains d'entre eux, Duchamp écrit en 1961 : « Une caractéristique importante : la courte phrase qu'à l'occasion j'inscrivais sur le ready-made. Cette phrase, au lieu de décrire l'objet comme l'aurait fait un titre, était destinée à emporter l'esprit du spectateur vers d'autres régions plus verbales ». Cette relation au langage est complexe. Michel Sanouillet insiste sur « l'ardeur subversive de Duchamp [qui] s'est portée dès 1913 contre le langage ». Elle n'a rien de littéraire, si l'on comprend ce mot comme l'expression de sentiments et de pensées personnels ou la recherche d'un style. Parmi les écrivains de son temps, Duchamp avait une préférence pour Stéphane Mallarmé, Raymond Roussel, Jean-Pierre Brisset, sans oublier l'Almanach Vermot. 
Les inscriptions sur certains ready-mades paraissent souvent absurdes. Malgré cela, il est possible de leur trouver un sens, sans trop solliciter ni la lettre ni l'esprit. Par exemple, sur la tranche de Peigne : « 3 ou 4 gouttes de hauteur » peuvent s'entendre comme « goûts d'auteur » et les « gouttes » peuvent être celles de la peinture, lesquelles n'ont, en effet, rien à voir généralement avec une quelconque sauvagerie. Le titre lui-même, qui paraît au premier abord si transparent (une pure désignation), se révèle un piège linguistique. Il renvoie certes à l'objet, mais « peigne » est également la première ou la troisième personne du singulier du subjonctif présent de « peindre », de même qu'il peut renvoyer à la « peinture au peigne », chère à Braque et Picasso au temps du Cubisme. De plus, comme André Breton le comprenait déjà dans sa définition de 1929, il y a évidemment dans le ready-made une dimension tout à la fois déclarative, performative et nominaliste (qu'on pourrait résumer par la formule : « Ceci est de l'art parce que je le dis », formule qui, de Rauschenberg aux artistes conceptuels, a été une sorte de slogan des années 1950 et 1960).

### La question du choix
Puisque les ready-mades préexistent, la question du choix des objets se révèle évidemment cruciale. La plus ancienne occurrence écrite de l'importance du choix dans les ready-mades n'est pas de la plume de Duchamp, bien que sans aucun doute il l'ait fortement inspirée. Le no 2 (mai 1917) de la revue new-yorkaise confidentielle The Blind Man était en grande partie consacrée à l'affaire de la censure de Fountain. Dans l'éditorial (anonyme), on pouvait lire ceci : « Que M. Mutt ait ou non fait de ses mains la fontaine n'a aucune importance. Il l'a CHOISIE. Il a pris un article courant de la vie, l'a placé de telle façon que sa signification habituelle disparaisse sous le nouveau titre et le nouveau point de vue — il a créé une nouvelle pensée pour cet objet. »
Revenant, en 1961, sur cette question, Duchamp précise (si l'on peut dire) les circonstances du choix : « Il est un point que je veux établir très clairement, c'est que le choix de ces ready-mades ne me fut jamais dicté par quelque délectation esthétique. Ce choix était fondé sur une réaction d'indifférence visuelle, assortie au même moment à une absence totale de bon ou de mauvais goût… en fait une anesthésie totale. ». 
Si de nombreux auteurs (et artistes) ont exalté cette « indifférence », il est tout de même difficile de les suivre jusqu'au bout dans cette voie, quand on considère la cohérence profonde de l'œuvre de Duchamp. Dans La Boîte de 1914, les notes consacrées aux ready-mades voisinent avec celles sur Le Grand Verre et le lien entre les ready-mades et La Mariée ne sont plus à démontrer. Par ailleurs, que le choix de l'urinoir ait été prémédité en vue d'une provocation ne fait pas plus de doute. Par ailleurs, Roue de bicyclette, avec son mouvement rotatif suggéré, entretient des liens étroits avec des œuvres ultérieures, comme Rotative plaques verres (optique de précision) (1920), Disques avec spirales (1923), Rotative demi-sphère (optique de précision) (1924), les Roto-reliefs (1935) et le film expérimental Anemic Cinema (1925-1926), etc.
Cette indifférence, selon Duchamp, n'est d'ailleurs que visuelle : elle renvoie à son aversion pour le rétinien, maintes fois réitérée dans ses entretiens et Notes de toutes époques. Cela ne signifie pas pour autant que n'importe quel objet pourrait faire l'affaire. Par ailleurs, qu'est-ce que cette « anesthésie » qu'il évoque ensuite ? Comment s'obtient-elle ? On pourrait, pour tenter de résoudre ces questions, évoquer une autre notion que Duchamp développa en 1957, dans un autre texte, « Le processus créatif », celle de l'artiste comme « être médiumnique », notion qui, avec sa dose de pathos et d'occultisme, peut surprendre sous la plume de Duchamp. Dans ce texte, il écrit notamment : « Pendant l'acte de création, l'artiste va de l'intention à la réalisation par une chaîne de réactions totalement subjectives. la lutte vers la réalisation est une série d'efforts, de douleurs, de satisfactions, de refus, de décisions qui ne peuvent ni ne doivent être pleinement conscients, du moins sur le plan esthétique. » Par ailleurs, Marcel Duchamp n'a jamais prétendu que tout objet pouvait devenir un ready-made, en tout cas un des siens. Une telle prolifération s'opposerait d'ailleurs à son aversion pour le « goût » et l'« habitude ». Dans une Note sans date (mais qui doit dater de 1916 ou 1917), recueillie dans La Boîte verte, il écrit : « Limiter le n[om]bre de r[ea]dymades par année (?) » Et, dans le texte « À propos des Ready-Mades », déjà cité, il confirme : « Très tôt je me rendis compte du danger qu'il y avait à resservir sans discrimination cette forme d'expression et je décidai de limiter la production des ready-mades à un petit nombre chaque année. » 
Cette indifférence, cette anesthésie, cet état médiumnique favorisent sans doute l'émergence de souvenirs qu'on a pu relier, par exemple, à des lieux ou aux déclarations de Duchamp sur l'importance de l'érotisme. Il faudrait aussi les inclure dans un double souci constant chez lui. D'une part, son attirance pour la géométrie, la quatrième dimension, souvent mêlées de « physique amusante » ; d'autre part, son attrait pour le hasard, dont 3 Stoppages-étalons sont le meilleur exemple. Ainsi, pourrait-on définir les conditions du choix des ready-mades, comme un mélange complexe d'indifférence visuelle et d'anesthésie favorisant le souvenir, d'attirance pour le non-rétinien et le hasard, sans oublier la mise en question de la nature de l'art et de l'œuvre.
Enfin, d'autres déclarations de Marcel Duchamp à propos de cette question du choix remettent en cause la notion même d'auteur. Dans un entretien de 1963 avec Francis Roberts, à la question de savoir comment il choisit un ready-made, Duchamp répond : « Il vous choisit pour ainsi dire ».

### Le rôle des «regardeurs»
Une autre déclaration célèbre de Marcel Duchamp s'applique particulièrement bien aux ready-mades : « Ce sont les regardeurs qui font les tableaux. » 
À un premier niveau, cette remarque semble assez banale : il va de soi qu'une œuvre n'existe que lorsqu'elle devient publique et que des spectateurs s'en emparent pour lui attribuer des intentions et des significations souvent fort éloignées de celles de l'artiste, voire opposées. La postérité, dont Duchamp s'est davantage soucié qu'on ne pourrait le croire d'après son détachement affiché, transforme l'œuvre hors de tout contrôle ou protestation possible de l'artiste. 
Cette remarque prend aussi un sens plus profond et problématique. En effet, plus que n'importe quelle autre œuvre d'art, un ready-made, par sa nature même d'objet usuel, ne peut être légitimé qu'avec l'assentiment d'une institution culturelle (galerie, musée…) et d'une partie importante du milieu artistique (intellectuels, critiques d'arts…). Claude Gintz, par exemple, a soulevé le problème qui en découle.
Dans les années 1970, plusieurs philosophes américains de tradition analytique ont développé, notamment à partir d'une réflexion sur les ready-mades, la « théorie institutionnelle de l'art », laquelle accorde une grande importance aux « regardeurs ». George Dickie définit ainsi l'œuvre d'art : « Une œuvre d'art au sens classificatoire est 1) un artefact 2) auquel une ou plusieurs personnes agissant au nom d'une certaine institution sociale (le monde de l'art) ont conféré le statut de candidat à l'appréciation. »

## Postérité
Jusqu'aux années 1950, les ready-mades occupèrent une position relativement marginale dans l'art du XXe siècle, alors dominé par les recherches picturales, que ce fût le cubisme ou l'abstraction, Matisse ou le Surréalisme. Ils apparaissaient en général comme des curiosités piquantes, reliées aux outrances de Dada ou confondus avec les objets surréalistes. Ils étaient devenus des sortes de légendes dans l'avant-garde, d'autant plus mythiques qu'ils avaient, pour la plupart, disparu. Duchamp, d'ailleurs, ne fit rien pour les promouvoir : des répliques ne furent que rarement et tardivement exposées. En outre, Duchamp passait pour avoir abandonné toute activité artistique. Il demeurait néanmoins actif dans le monde de l'art de son temps, notamment comme conseiller de collectionneurs américains (surtout Katherine S. Dreier et le couple Arensberg) et comme ami de nombreux artistes. Ajoutons que, à la demande d'André Breton qui admirait l'homme et l'artiste, Duchamp créa la scénographie de plusieurs grandes expositions du Surréalisme (notamment, à Paris en 1938 et 1947 ; à New York en 1942). 
Les choses commencèrent à changer à partir de 1950, notamment avec les expositions organisées par Marcel Duchamp lui-même et par le galeriste Sydney Janis à New York, pour lesquelles furent réalisées des répliques (notamment de Fountain) qui mirent soudain les ready-mades en lumière. Une jeune génération d'artistes américains se mit à prêter une grande attention aux ready-mades. Dès 1954, en plein triomphe de l'Expressionnisme abstrait, Jasper Johns réalisa ses premiers Flags et Robert Rauschenberg (qui connaissait Duchamp par John Cage), ses premiers Combine Paintings. En même temps, à Paris, ceux qui allaient devenir les "Nouveaux Réalistes" s'intéressaient aussi à Duchamp ; de même, dès 1958, les membres du groupe international Fluxus. Les années 1950 furent également l'époque des premiers livres, articles et entretiens consacrés à l'artiste et à ses ready-mades, tant en France qu'aux États-Unis.
Le 16 octobre 1954, se produisit un événement de grande importance pour la connaissance de l'œuvre de Marcel Duchamp (et donc, de ses ready-mades), avec l'ouverture, au Philadelphia Museum of Art, des vingt-deux galeries montrant la collection de Louise et Walter Arensberg, récemment léguée au musée, laquelle comprend, entre autres, un ensemble incomparable d'œuvres de Duchamp, de tout style et de toute période. À cette occasion, Katherine S. Dreier, qui en était la propriétaire, fit don au même musée du Grand Verre, dont Duchamp lui-même supervisa l'installation.

### Néo-dada et Nouveaux Réalistes
Le terme néo-dada est flou. Il ne correspond à aucun mouvement structuré et se contente de désigner des artistes, par ailleurs très différents aussi bien dans leur pratique que dans leur environnement culturel et dont le seul point commun est d'avoir été marqués, à des titres divers, par dada et Marcel Duchamp. Il faudrait, à cet égard, introduire une distinction nette entre artistes français et européens d'une part et, d'autre part, américains. Souvenons-nous que Duchamp vivait aux États-Unis depuis 1942 et que seuls les artistes américains avaient ainsi directement accès à lui. La première étude sur Dada, en anglais, fut publiée en 1951 — alors que, en Europe, le mouvement était très mal connu à cette époque. Si Robert Rauschenberg, par exemple, connut Duchamp et Dada dès 1953, quand il visita l'exposition « Dada 1916-1923 » chez Sidney Janis, ce fut seulement en 1959 que parut en France la monographie de Lebel sur Duchamp.
À Paris, l'inlassable promoteur et théoricien du Nouveau Réalisme Pierre Restany a identifié les ready-mades comme une des sources majeures de l'art des années 1950 et 1960 et, spécifiquement, du Nouveau Réalisme. Il les relie en général à dada et à sa propre conception de l'objet dans l'art : « Nous assistons avec les ready-made au baptême artistique de l'objet usuel. » Dans le même texte, Restany insiste (comme aurait pu le faire un commentateur des années 1920) sur la « beauté » des ready-mades. Plusieurs artistes du Nouveau Réalisme (pour des raisons qui tenaient aussi à leur stratégie personnelle) ont d'ailleurs protesté contre cette affiliation, insistant sur le fait qu'ils ne se définissaient pas eux-mêmes dans une relation à dada.
La plupart des Nouveaux Réalistes ont régulièrement utilisé des objets « tout faits » : Compressions d'automobiles de César, Accumulations d'Arman, affiches lacérées de Hains et Villeglé, Tableaux-pièges de Spoerri, etc., mais avec deux différences majeures par rapport à Duchamp. Chez eux, il s'agit (à quelques exceptions près) d'objets usagés, souvent dégradés, alors que les ready-mades n'ont jamais servi et ne serviront jamais (dans le vocabulaire duchampien, ils sont « vierges » et resteront « célibataires »). D'autre part, si les ready-mades sont « choisis » et les objets surréalistes « trouvés », les Nouveaux Réalistes s'approprient les leurs et ce geste d'appropriation affirme la souveraineté de l'artiste, au contraire de l'indifférence et de l'ataraxie de Duchamp. Autrement dit, pour les Nouveaux Réalistes, les objets sont les véhicules d'une expressivité, ce que les ready-mades ne sont jamais pour Duchamp.
De tous les artistes actifs vers 1960, ce fut l'Italien Piero Manzoni qui tira les conséquences les plus extrêmes du ready-made. D'abord, par l'importance qu'il accorda à la signature de l'artiste dans la transformation d'un objet (ou d'une personne) en œuvre d'art. En 1961 et 1962, il signa des personnes qui devinrent ainsi « œuvres d'art authentiques et véritables », comme l'attestait un Certificat d'authenticité. Ses Socles magiques transformaient toute personne ou tout objet placé dessus en sculpture. Le Socle du monde (1961), avec son inscription renversée, fait du monde entier et de tout ce qui s'y trouve un gigantesque ready-made. Enfin, il utilisa certaines fonctions organiques pour réaliser des ready-mades, comme ses Souffles d'artiste (1960) et surtout ses célèbres boîtes de Merde d'artiste (1961).
Duchamp se montra très critique envers le Néo-Dada (qui comprendrait aussi certaines activités du groupe international « Fluxus ») et, singulièrement, l'insistance sur la beauté que l'on prêtait à ses ready-mades, par exemple dans sa célèbre déclaration à Hans Richter. Cela ne l'empêcha nullement d'entretenir des rapports cordiaux avec les Nouveaux Réalistes, notamment Klein et Tinguely.

### Pop Art
Tous les artistes pop, tant britanniques qu'américains, furent fascinés par Marcel Duchamp, tant par ses ready-mades que par le détachement affiché par l'homme et l'artiste. Duchamp était un habitué de la Factory d'Andy Warhol, lequel réalisa avec lui un de ses "Screentests", en 1966. Mais de tous, c'est l'Anglais Richard Hamilton qui montra l'admiration (on pourrait même parler de dévotion) la plus durable. Non seulement, il exécuta une réplique de Roue de bicyclette (voir plus haut dans la section "Répliques et éditions"), mais aussi du Grand Verre, réplique à taille réelle approuvée par Duchamp et conservée désormais à la Tate Modern à Londres. De plus, de 1957 à 1960, avec l'aide de George Heard Hamilton, il effectua une « typotraduction » en anglais de toutes les notes de La Boîte verte.
Marcel Duchamp a maintes fois réitéré son accord avec certains aspects du Pop Art, déclarant par exemple : « Si vous prenez une boîte de soupe Campbell et que vous la répétiez cinquante fois, ce n'est pas l'image rétinienne qui vous intéresse. Ce qui vous intéresse, c'est l'idée de mettre cinquante boîtes de soupe Campbell sur une même toile. »

### L'Art conceptuel
De tous les mouvements artistiques des années 1960, ce fut l'Art conceptuel qui accorda le plus d'importance à Marcel Duchamp et à ses ready-mades. On peut citer la formule célèbre du texte de Joseph Kosuth L'art après la philosophie (Art After Philosophy) de 1969 : « Tout art (après Duchamp) est conceptuel (par sa nature), parce que l'art n'existe que conceptuellement ».

### L'art d'appropriation

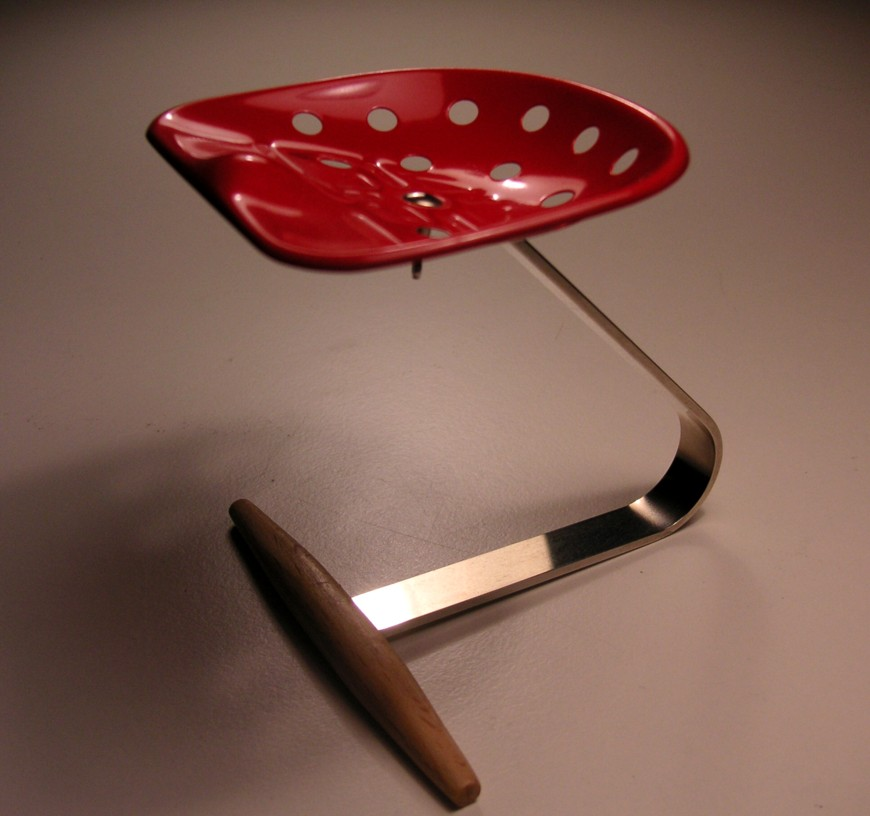
Mezzadro, Tabouret cantilever avec coque tracteur et ressort à lames associé, frères Pier Giacomo et Achille Castiglioni, 1957

Dès la fin des années 1970, les artistes appelés « appropriationnistes » se sont également emparés des ready-mades de Duchamp, en en produisant souvent des copies décalées, avec des intentions variées (critique de l'institution, féminisme, « interrogation » de l'art et du statut de l'artiste, etc.). Dans le domaine américain, Sturtevant a notamment recréé la scénographie de Duchamp pour la salle principale de l'Exposition Internationale du Surréalisme à Paris en janvier 1938 (1 200 sacs de charbons suspendus au plafond et un brasero au sol par les trous duquel des lampes électriques projettent des rais de lumière), ainsi que plusieurs ready-mades : Roue de bicyclette, Porte-bouteilles, Fountain, Pelle à neige, etc.
Sherrie Levine, en 1991, a produit une série de six exemplaires de Fountain (After Marcel Duchamp), répliques de Fountain en bronze doré.
Quant à Robert Gober, il a réalisé plusieurs installations comportant de faux urinoirs, comme Three Urinals en 1988.
Jeff Koons, à ses débuts, a beaucoup utilisé des objets ready-made, tels qu'aspirateurs ou ballons de basket en suspension dans des solutions salées — tandis que Haim Steinbach continue à ranger soigneusement des marchandises sur ses étagères en formica.
En 1988 et 1989, l'artiste américaine Maureen Connor (1947), a réalisé une série de sculptures en référence directe au Porte-bouteilles. Ses structures sont à taille presque humaine (elles oscillent de 1,20 m à 1,50 m). Certaines montrent des pics retournés vers l'intérieur. Une partie de ses sculptures supportent des sortes d'organes en verre ou en cire, tandis que les autres (les plus connues) sont recouvertes d'un voile de dentelle (The Bride Redressed) ou de strings étirés entre les pics. Ce travail a ceci d'intéressant que Maureen Connor va à rebours de l'habituelle vision neutre des ready-mades, en manifestant au contraire leur potentiel érotique, voire ouvertement sexuel.
En France, on ne compte plus les épigones de Duchamp, ni les œuvres dérivées du ready-made. Dans cette postérité, Bertrand Lavier a sans doute été le plus important, bien que son usage du ready-made soit fort éloigné des conceptions d'indifférence de Duchamp, notamment quand il réalise des pièces spectaculaires, comme son automobile écrasée (Giulietta, 1993) ou son pylône électrique tronqué (Pylône-Chat, 1993).
Enfin, les ready-mades ont intéressé des domaines aussi variés que les études littéraires, le design, avec notamment Achille Castiglioni, ou le rock, démontrant, si besoin en était, l'extraordinaire stimulation que continue de provoquer cette forme artistique.

### Critiques du ready-made
Les artistes des années 1960 et 1970 n'ont pas tous partagé cette dévotion envers les ready-mades, certains n'hésitant pas à les mettre sévèrement en question. On peut citer quelques exemples.
Daniel Buren s'est souvent montré virulent dans ses déclarations sur Duchamp et ses ready-mades (et plus encore, contre ses suiveurs). Par exemple, dans sa réponse à un questionnaire de Philippe Sers, en 1977, à la question : « Que représente aujourd'hui Duchamp pour vous ? », il répond : « Un producteur laborieux d'objets désuets, dont un urinoir inutilisable que tout le monde a utilisé. » De manière plus intéressante, dans un entretien avec Bernard Marcadé, en 1986, Buren reproche à Duchamp de n'avoir ni critiqué ni pris en compte le Musée dans la démarche du ready-made : « … l'objet banal s'est fétichisé. Le (mi)lieu a exercé sa loi. L'objet mis là pour déstabiliser la peinture est devenu peinture à son tour, œuvre parmi les autres. Et, en tant que telle, dérisoire. » Dans le même entretien, Buren affirme que, contrairement à Duchamp, il n'a jamais eu de position anti-art.
Peu sensible à l'humour de Duchamp, Robert Smithson se montra également très critique envers les ready-mades et leur créateur, lui reprochant notamment son manque de dialectique. À ses yeux, le processus du readymade était purement mécanique, dans le sens cartésien du terme. Son réquisitoire se poursuit par diverses charges : le dédain du travail, le côté dandy et aristocratique de Duchamp, allant même jusqu'à déclarer : … « Je vois Duchamp comme une sorte de prêtre, d'une certaine façon. Il a transformé un urinoir en fonts baptismaux. Je vois les choses de manière plus démocratique et c'est pourquoi la pose de prêtre et d'aristocrate de Duchamp me frappe comme réactionnaire. »
Cette critique des ready-mades culmina avec le polyptyque Vivre et laisser mourir ou la Fin tragique de Marcel Duchamp, exposé en 1965 à Paris.
Une autre forme de critique a porté, à partir de 1964, sur l'édition Schwarz. Plusieurs amis de longue date de Duchamp ont protesté contre ce qui leur semblait une sorte de trahison ou un reniement, de la part de l'artiste (alors âgé de 77 ans), de l'indifférence qu'il avait toujours manifestée envers la gloire et l'argent.